# Natick
Natick är en kommun (town) i Middlesex County i Massachusetts. Enligt 2010 års folkräkning hade Natick 33 006 invånare.

## Kända personer från Natick
- John Carlson, ishockeyspelare
- Marc Terenzi, sångare
- Meg Mallon, golfspelare
- Sara Whalen, fotbollsspelare